# Медијаш
Медијаш или Медјаш (рум. Mediaş, мађ. Medgyes) град је у Румунији. Он се налази у средишњем делу земље, у историјској покрајини Трансилванија. Медијаш је други по важности град округа Сибињ.
Медијаш је према последњем попису из 2002. године имала 54.614 становника.

## Географија
Град Медијаш налази се у средишњем делу историјске покрајине Трансилваније, око 55 km северно до Сибијуа, седишта округа, а 39 km западно од важног туристичког одредишта, Сигишоаре. 
Медијаш се налази у средишњој котлини Трансилваније, на реци Трнава, на месту где река излази из планина. Град се образовао као трговиште при преласку ове реке.

## Историја
Према државном шематизму православног клира Угарске 1846. године у месту живи 368 породица. Православни свештеници су пароси, поп Герогије Гаврил и поп Патриције Јовановић.

## Становништво
У односу на попис из 2002, број становника на попису из 2011. се смањио.
| 1966.  | 1977.  | 1992.  | 2002.  | 2011.  |
| ------ | ------ | ------ | ------ | ------ |
| 46.384 | 65.072 | 64.484 | 55.203 | 47.204 |

Матични Румуни чине већину градског становништва Медијаша (78%), а од мањина присутни су : Мађари (12%), Роми (4%) и Немци (2,5%). Некада бројно немачко становништво се иселило у матицу током 20. века.

## Партнерски градови
- Шопрон
- Joure
- Mineral Wells
- Texas

## Галерија
- Главни трг у Медијашу
- Градска православна црква
- Градска гркокатоличка црква
- Улица старог градског језгра Медијаша